# 港式白汁

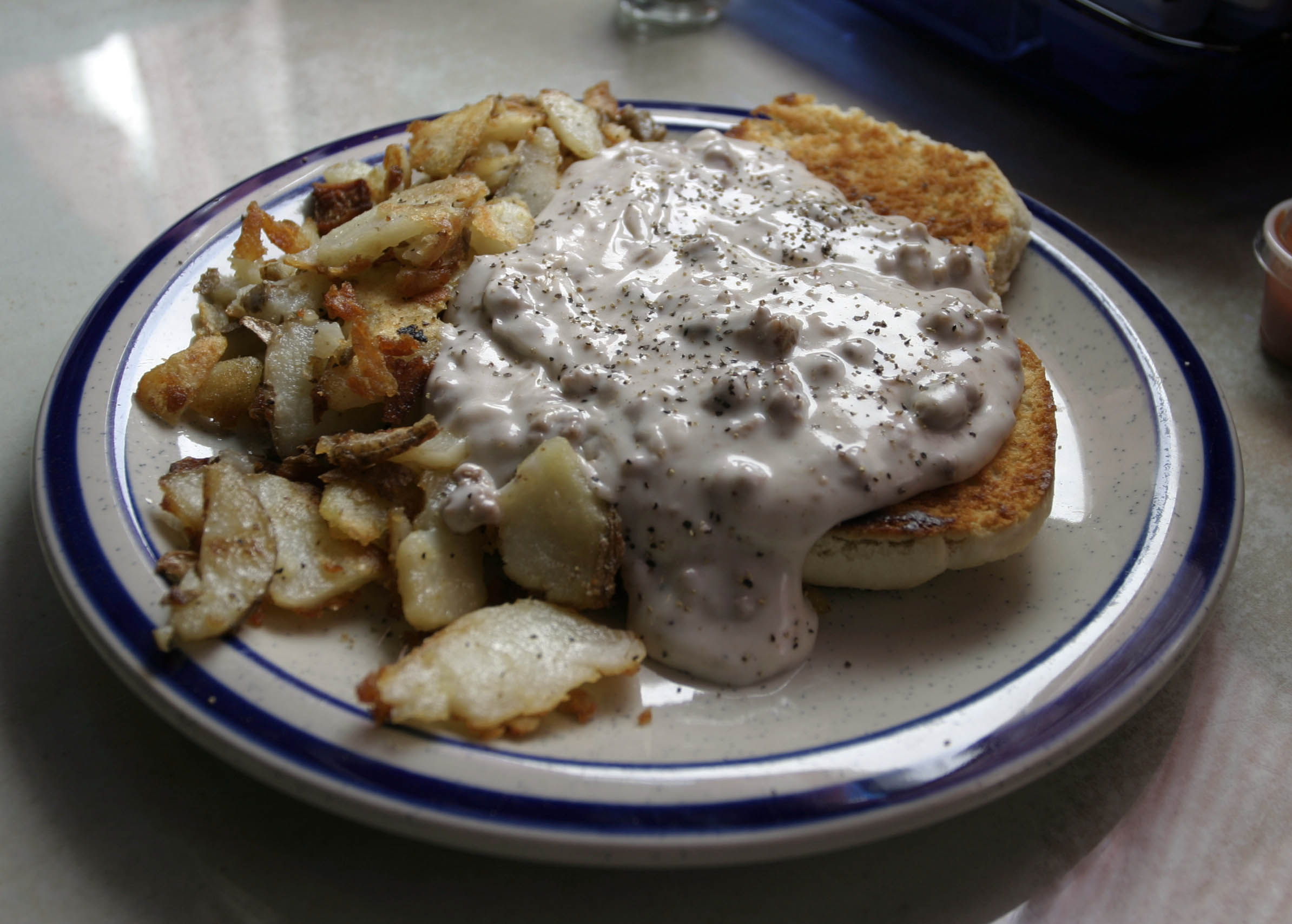
港式白汁作調味的食品

港式白汁是一種港式西餐常用的醬汁，以白湯底（沒稀釋的罐裝忌廉湯）煮成，是茶餐廳和港式快餐店常用的一種調味料。
先用麵粉與黄油拌勻，用慢火煮約3分鐘成「麵糊」，再拌入白湯底煮成汁。